# آلبرت واتسون (بازیکن فوتبال، زاده ۱۹۱۸)
آلبرت واتسون (انگلیسی: Albert Watson؛ ۱ ژوئن ۱۹۱۸ – ۲۲ اکتبر ۲۰۰۹) بازیکن فوتبال اهل بریتانیا بود.
از باشگاه‌هایی که در آن بازی کرده‌است می‌توان به باشگاه فوتبال هادرزفیلد تاون و باشگاه فوتبال اولدهام اتلتیک اشاره کرد.